# Плунге, Римантас
Римантас Плунге (лит. Rimantas Plungė; род. 23 февраля 1944, Паневежис) — советский литовский легкоатлет, специалист по толканию ядра. Выступал за сборную СССР по лёгкой атлетике в 1968—1977 годах, многократный чемпион Литвы, призёр первенств всесоюзного уровня, участник летних Олимпийских игр в Мюнхене. Представлял Каунас, спортивные общества «Жальгирис» и «Динамо». Мастер спорта СССР международного класса. Тренер по лёгкой атлетике, предприниматель.

## Биография
Римантас Плунге родился 23 февраля 1944 года в Паневежисе.
Занимался лёгкой атлетикой в Каунасе, состоял в добровольных спортивных обществах «Жальгирис» и «Динамо». Окончил Каунасский политехнический институт (1966), после чего работал конструктором на Каунасском заводе химволокна.
Впервые заявил о себе на всесоюзном уровне в сезоне 1968 года, когда в толкании ядра выиграл бронзовую медаль на чемпионате СССР в Ленинакане.
В 1971 году стал серебряным призёром на зимнем чемпионате СССР в Москве и на летнем чемпионате страны, прошедшем в рамках Спартакиады народов СССР в Москве. Попав в состав советской сборной, выступил на чемпионате Европы в Хельсинки, где с результатом 19,61 занял шестое место.
В 1972 году взял бронзу на зимнем чемпионате СССР в Москве и серебро на летнем чемпионате СССР в Москве. Позднее на другом московском турнире установил свой личный рекорд в толкании ядра на открытом стадионе — 20,24 метра. Благодаря череде удачных выступлений удостоился права защищать честь страны на летних Олимпийских играх в Мюнхене — в финале толкнул ядро на 19,30 метра, расположившись в итоговом протоколе соревнований на 14-й строке.
В 1973 году был четвёртым на чемпионате Европы в помещении в Роттердаме и вторым на чемпионате СССР в Москве.
В 1977 году получил бронзовые награды на зимнем чемпионате СССР в Минске и на летнем чемпионате СССР в Москве.
В течение своей спортивной карьеры Плунге восемь раз становился чемпионом Литвы в толкании ядра (1964, 1967, 1968, 1970, 1973, 1974, 1976, 1977) и восемь раз обновлял рекорд Литвы в данной дисциплине.
За выдающиеся спортивные достижения удостоен почётного звания «Мастер спорта СССР международного класса» (1971).
Впоследствии проявил себя на тренерском поприще, среди его воспитанников такие известные литовские легкоатлеты как Аустра Скуйите, Вацлавас Кидикас, Саулюс Клейза, Миндаугас Билюс.